# Симкинский природный парк устойчивого развития
Симкинский природный парк устойчивого развития — природный парк площадью 1 тыс. га, который находится в Симкинском лесничестве на территории Большеберезниковского района Республики Мордовия. Представляет собой участок долины реки Суры, где произрастают хвойные и лиственные леса, находятся луга и болота, многочисленные пойменные озёра.

## Описание
Спроектирован в 2001 году на базе Симкинского ландшафтного заказника по инициативе руководителя организации «Зелёный мир» В. М. Смирнова. Отличается разнообразием флоры (более 40 видов растений, лишайников и грибов, занесенных в Красную книгу Республики Мордовия — в том числе плаун трёхколосковый, венерин башмачок крапчатый, пололепестник зелёный, песчанка Биберштейна, заразиха бледноцветковая, и в Красную книгу России — в том числе венерин башмачок настоящий, пыльцеголовник красный, надбородник безлистный, ятрышник шлемоносный, ковыль перистый, ежовик коралловидный) и фауны (бобр, выхухоль, лось, косуля, кабан, норка европейская, куница, глухарь, тетерев, серый журавль, серая цапля, бабочка «Аполлон», махаон, подалирий, поликсена, пчела-плотник). На территории парка функционирует биологическая станция Мордовского государственного университета, где ежегодно проходят полевую практику студенты биологического факультета университета, экологические сборы школьников.

### Священный дуб

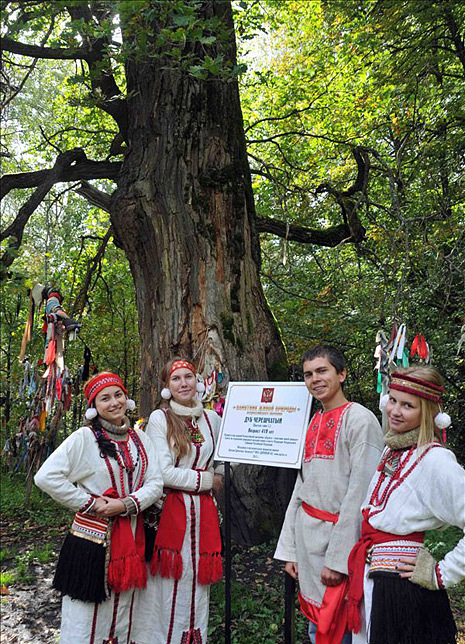
Подростки в эрзянских национальных костюмах демонстрируют сертификат симкинского дуба

На территории Симкинского природного парка, близ села Симкино произрастает дуб-патриарх, которому в апреле 2012 года решением сертификационной комиссии всероссийской программы «Деревья — памятники живой природы» был присвоен статус памятника природы. В августе того же года специалисты Центра древесных экспертиз НПСА «Здоровый лес» провели полную диагностику состояния дерева, определили его возраст, основные параметры и видовую принадлежность. После инструментального обследования был установлен точный возраст дерева по состоянию на середину 2012 года — 419 лет. Высота дерева — 30 метров, обхват ствола — 3,75 метров. В прошлом у его корней совершались языческие жертвоприношения — дуб считался священным деревом мордвы. Его корни поливались кровью жертвенных животных, здесь же, по обычаю, хоронили языческих жрецов. В настоящее время бытует поверье, что симкинский дуб дарует плодородие, в связи с чем поездки к дереву популярны среди бездетных пар. Ветви дерева увешаны множеством ленточек и детских игрушек, которые оставляют благодарные посетители.